# 週日烤肉

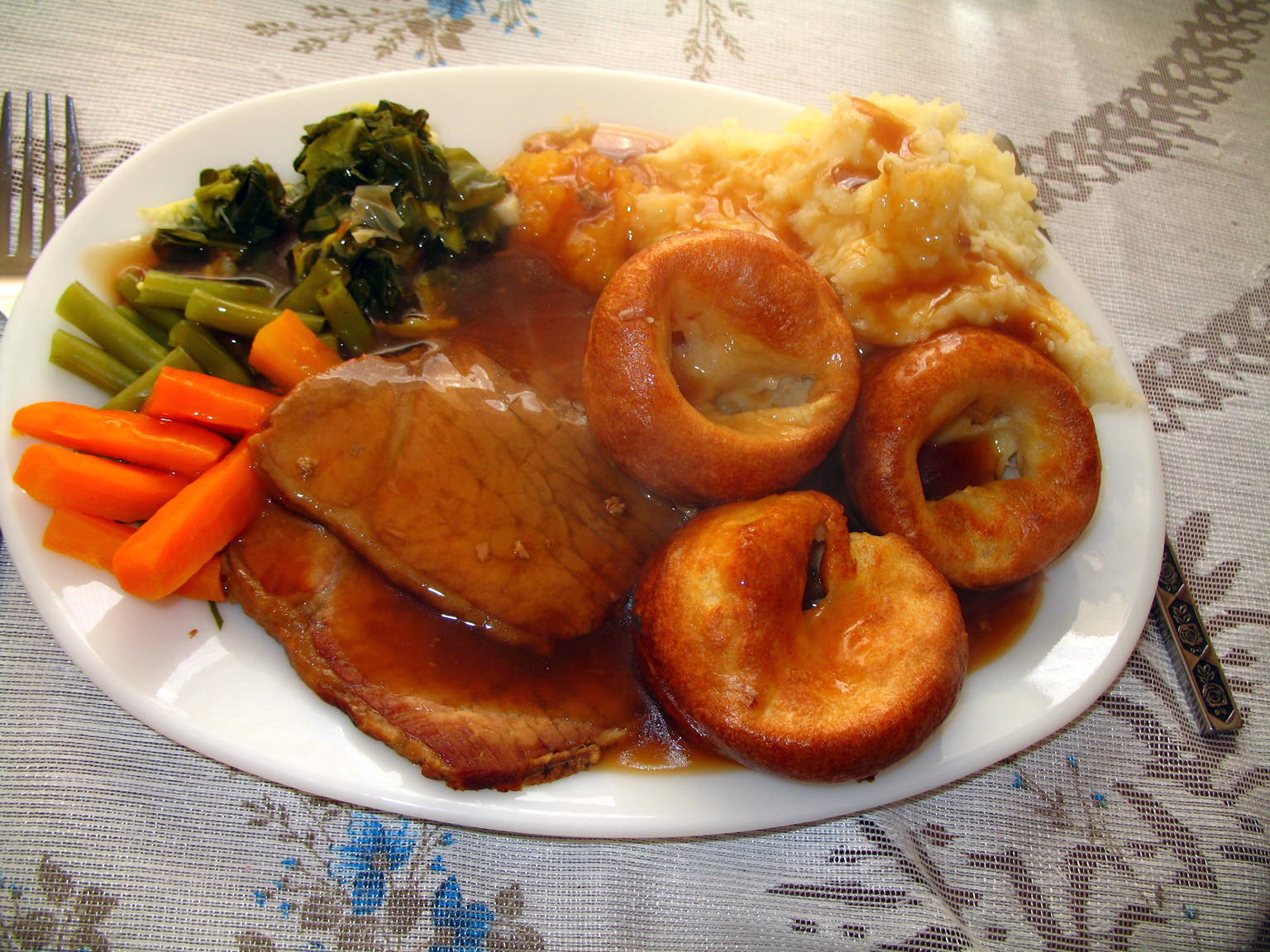
一份有烤牛肉、馬鈴薯泥、其他蔬菜和約克郡布丁做成的週日烤肉

週日烤肉（英語：Sunday roast，也稱：cooked dinner、Sunday dinner、Sunday lunch、Sunday tea、Roast dinner和Sunday joint）是一道英國傳統食物，因為傳統上在星期日食用而得名。主要食材是烤肉、烤馬鈴薯以及約克郡布丁，也加入其他蔬菜、餡料和肉汁。烤蔬菜可以是：歐防風、球芽甘藍、豌豆、胡蘿蔔、紅花菜豆、綠花椰菜等，都可以用不同方式烹調；例如：白花椰菜或韭蔥加切達起司醬是很常見的搭配，再澆上肉汁。週日烤肉通常不像耶誕大餐那麼豐盛。

## 起源
週日烤肉緣自英格蘭，是週日去教堂做完禮拜後享用的大餐。在教堂禮拜之後享用一頓大餐在歐陸其他基督教國家也很常見，但英國演變出的週日烤肉卻是獨有的。週日可以食用各種肉類和乳製品，因為很多羅馬天主教徒及英國國教徒在週五不吃肉類，改吃魚代替。而且這些教徒在週日禮拜前，依傳統會禁食，禮拜結束才會吃一頓大餐。這樣的信仰規範在英國也造就出許多其他的傳統菜餚，例如炸魚薯條和英式早餐。
現代週日烤肉的起源有兩種說法。在1700年代晚期，英國工業革命時代的家庭會在週日準備好前往教堂之前，先放一塊肉放進烤箱，臨出門時再加入馬鈴薯、歐防風等蔬菜。這樣一來，等他們從教堂回來，大餐就準備好了。烤肉和蔬菜流出的汁液可以用來做高湯或澆在大餐上的肉汁。另一種說法認為其歷史可以追溯到中世紀，當時的農奴一星期六天都要為鄉紳們服務，在星期日則會於早晨進行禮拜之後，集合在田間練習戰鬥技術，以烤爐上的牛肉作為賞賜。

## 基本元素

### 肉類

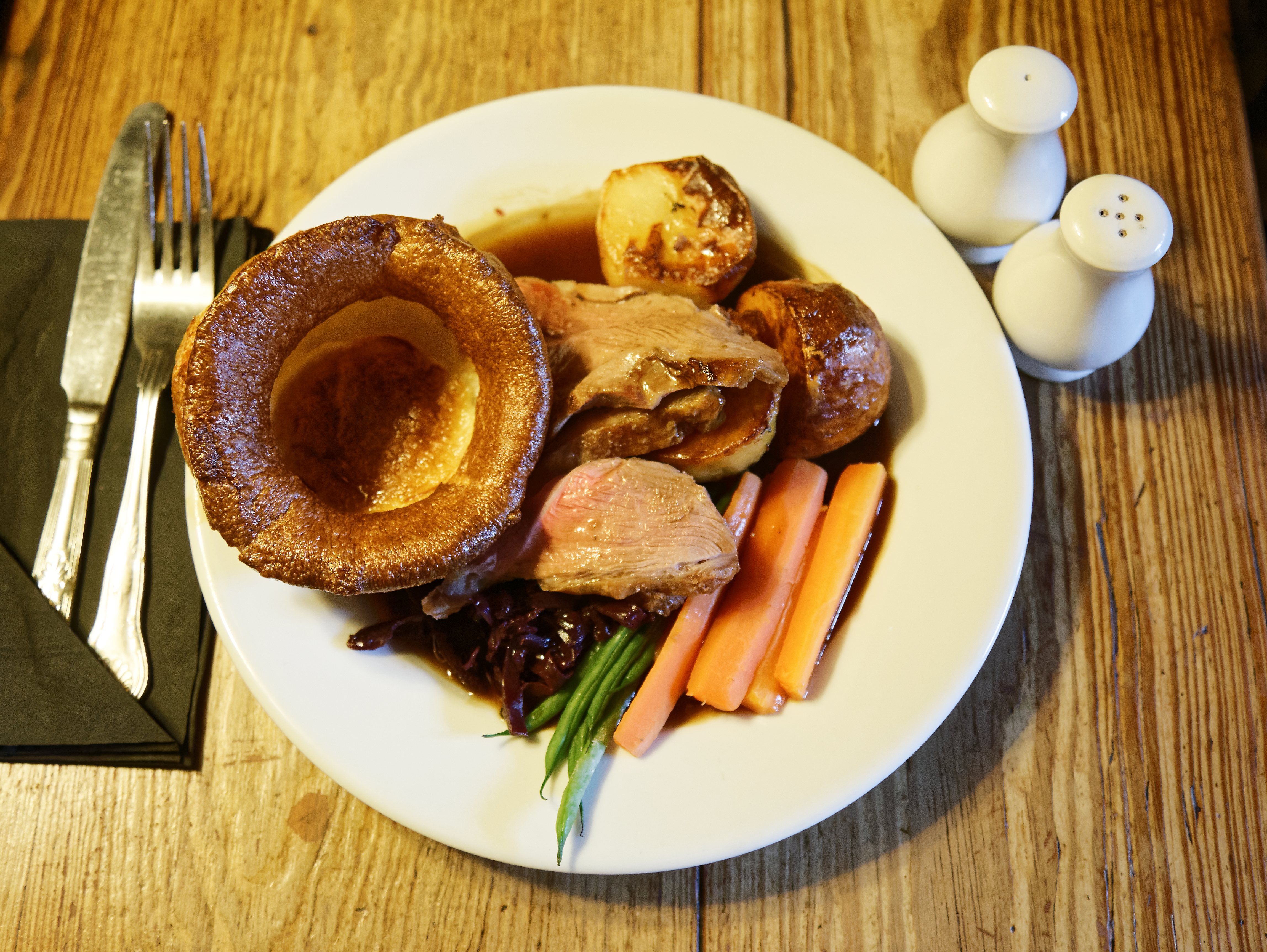
羊肉做的周日烤肉

典型的週日烤肉會使用牛肉、雞肉、羊肉或豬肉，但季節性的鴨、鵝、醃豬後腿、火雞或其它野鳥（少見）也可以入菜。

### 蔬菜
蔬菜可以水煮、蒸或烤製，種類也會因季節和地區有所不同，但是通常都會有烤馬鈴薯。馬鈴薯在烤肉滴下的油或蔬菜油裡烘烤，烤肉滴下油會做成肉汁，有時會添加高湯塊或肉汁增色／增稠劑、奶油炒麵糊或玉米粉。
馬鈴薯可以跟肉一起烘烤，直接吸收烤肉的汁液和油脂。但大多數廚師比較偏好用更高的溫度烘烤馬鈴薯與約克郡布丁，在提高烤溫之前還可以先把肉塊拿出烤箱靜置。
其他蔬菜包括：蕪菁泥、烤歐防風、水煮或蒸捲心菜、青花菜、四季豆、水煮胡蘿蔔及豌豆。剩菜再利用的配菜也很常見，例如起司醬烤白花椰菜或燉煮紫高麗菜。